# Parocystola
Parocystola är ett släkte av fjärilar. Parocystola ingår i familjen praktmalar, Oecophoridae.

## Bildgalleri

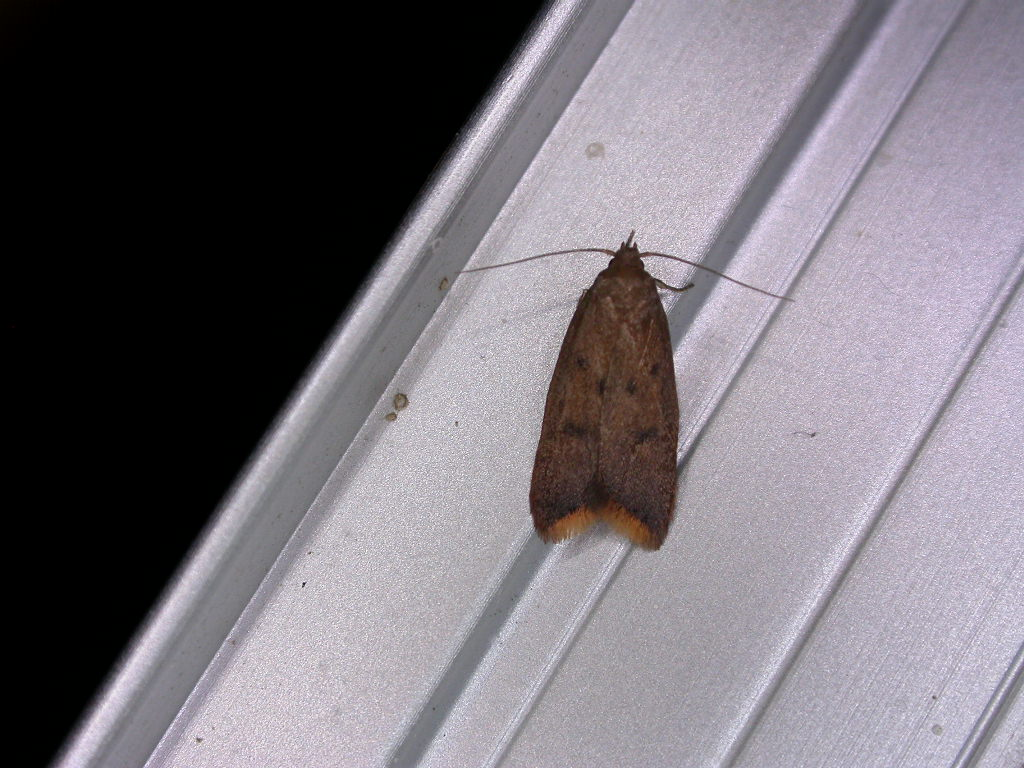
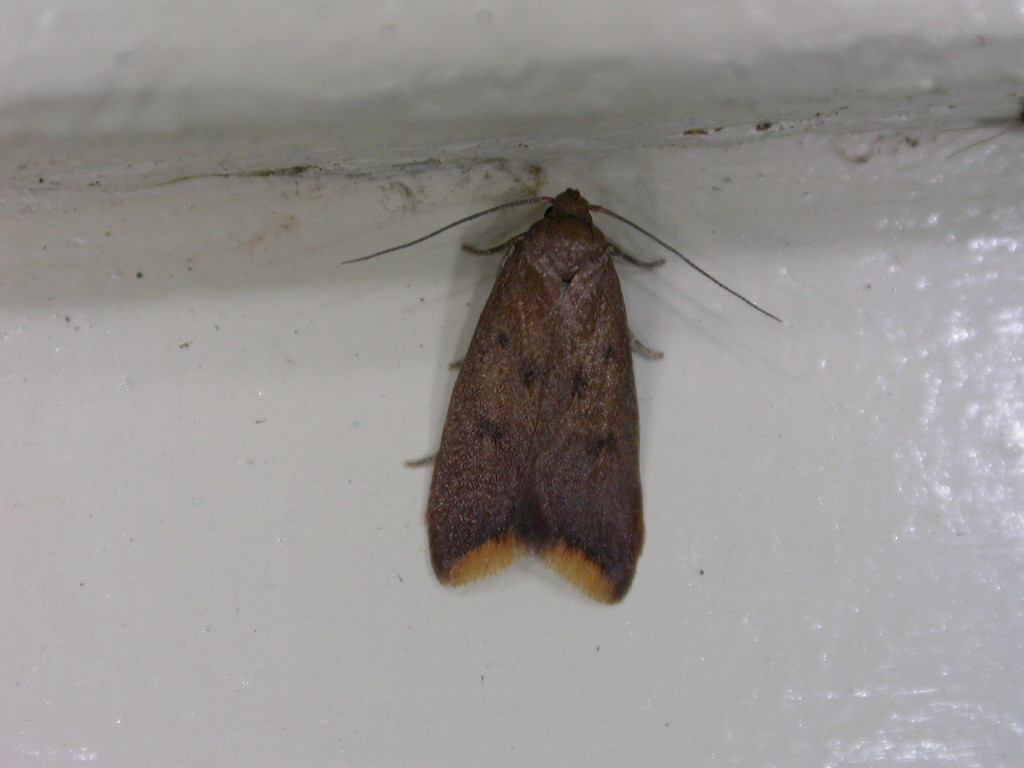
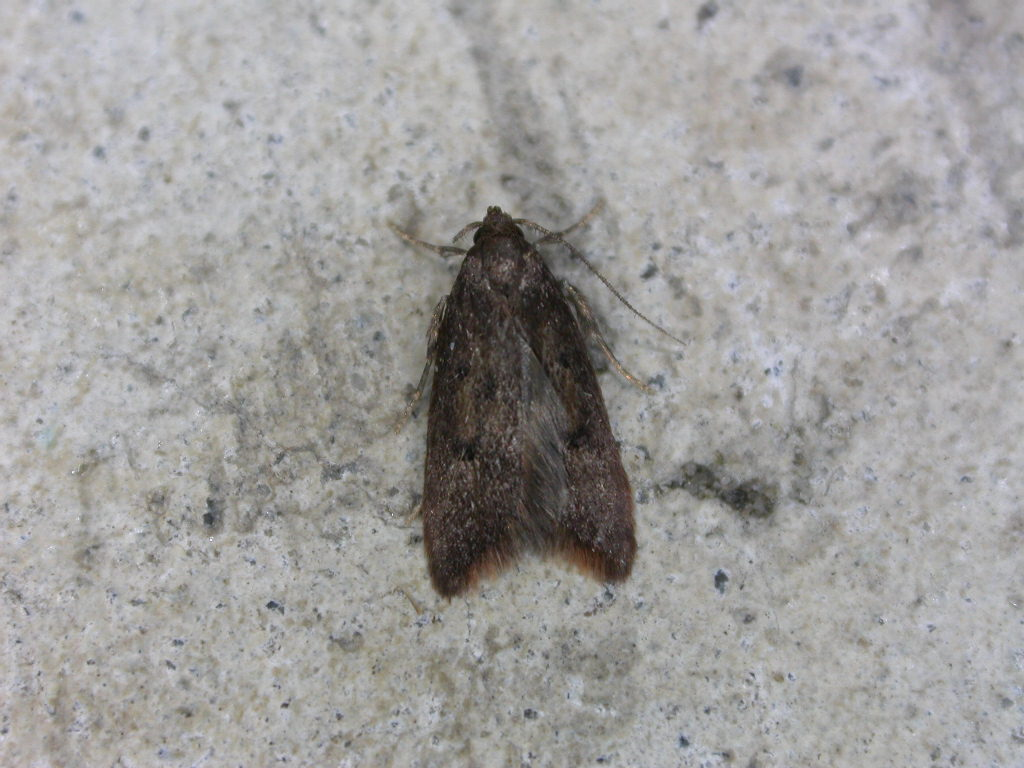
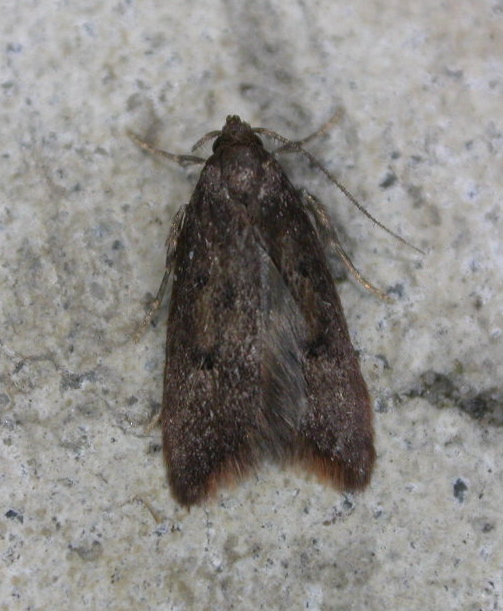

## Dottertaxa tillParocystola, i alfabetisk ordning[1]
- Parocystola acrocosma
- Parocystola acroxantha
- Parocystola aethopis
- Parocystola anthera
- Parocystola basilica
- Parocystola comoxantha
- Parocystola crocinastis
- Parocystola dichroella
- Parocystola distephana
- Parocystola divisella
- Parocystola galbanea
- Parocystola holodryas
- Parocystola initiata
- Parocystola isogramma
- Parocystola kershawi
- Parocystola leucospora
- Parocystola macrotricha
- Parocystola mimopa
- Parocystola paraclista
- Parocystola platyxantha
- Parocystola porphyroplaca
- Parocystola porphyryplaca
- Parocystola ptochodes
- Parocystola sidonia
- Parocystola solae
- Parocystola spectabilis
- Parocystola stenotypa
- Parocystola symbleta
- Parocystola tanythrix
- Parocystola torpens
- Parocystola xanthocoma
- Parocystola xantholoma